# Eupholus bennetti
Eupholus bennetti es una especie de escarabajos de la familia de los curculiónidos.

## Descripción
Eupholus bennetti puede alcanzar una longitud de aproximadamente 22-32 milímetros. Esta especie bastante variable suele ser azul o verde, con dos bandas negras longitudinales a lo largo del pronoto y los élitros. El color verde azulado deriva de motas muy pequeñas. La parte superior de las antenas es negra.

## Distribución
Esta especie se puede encontrar en selvas tropicales de baja altitud de Papúa Nueva Guinea.

## Etimología
El nombre científico conmemora al naturalista australiano George Bennett.